# Trailer Park Boys
Trailer Park Boys è una serie televisiva canadese. Lo show si concentra sulle disavventure di un gruppo di residenti nel fittizio campo caravan Sunnyvale Trailer Park, a Dartmouth, in Nuova Scozia. La serie televisiva, una continuazione dell'omonimo film di Clattenburg del 1999, è stata presentata in anteprima su Showcase nel 2001. Ci sono tre film della serie: The Movie, uscito il 6 ottobre 2006; Countdown to Liquor Day, pubblicato il 25 settembre 2009; e Don't Legalize It, rilasciato il 18 aprile 2014.
La settima e ultima stagione della serie originale della serie su Showcase si è conclusa nel 2007, con l'episodio finale "Say Goodnight to the Bad Guys", presentato in anteprima come uno speciale di un'ora il 7 dicembre 2008.
Nel 2013, Robb Wells, John Paul Tremblay e Mike Smith, gli attori che hanno interpretato rispettivamente Ricky, Julian e Bubbles, hanno acquistato i diritti per lo spettacolo dai produttori originali e hanno creato la loro rete di streaming Internet, "Swearnet". Nel marzo 2014, Swearnet ha iniziato a coprodurre nuove stagioni dello show, collaborando con il servizio di streaming Netflix per produrre un'ottava e nona stagione, oltre a tre nuovi speciali. La stagione 8 è stata presentata in anteprima il 5 settembre 2014, seguita dalla stagione 9 il 27 marzo 2015.
Nello stesso anno, lo spettacolo ha ricevuto il via libera per altre due stagioni e ha iniziato la produzione della decima stagione. Durante quel periodo, il Governo canadese ha concesso dei soldi al cast e alla troupe per contribuire a produrre la nuova stagione e una nuova serie spin-off. La stagione 10 è stata presentata in anteprima su Netflix il 28 marzo 2016.
Una nuova stagione in otto parti, Trailer Park Boys: Out of the Park: Europe, è diventata disponibile per lo streaming su Netflix il 28 ottobre 2016. Una serie di vlog su Swearnet chiamata State of the Union ha confermato una seconda stagione in corso negli Stati Uniti. Intitolato Trailer Park Boys: Out of the Park: USA, è stato presentato in anteprima su Netflix il 24 novembre 2017.
La stagione 11 è stata presentata in anteprima il 31 marzo 2017. Dopo aver confermato il 19 giugno 2017, che una dodicesima stagione era stata attivata e le riprese erano iniziate, è stato presentato in anteprima su Netflix il 30 marzo 2018.
Uno spin-off è stato rilasciato il 31 marzo 2019, come serie animata e continuazione della versione originale. Nell'ottobre 2019, Smith ha rivelato che erano iniziate le riprese per un'altra stagione.

## Storia
Nel 1998, il regista Mike Clattenburg scrive e dirige un cortometraggio intitolato One Last Shot, girato in bianco e nero. Il film segue le gesta di due amici, Rob (Robb Wells) e Gary Williams (John Paul Tremblay), sebbene il cortrometraggio non abbia la stessa ambientazione di Trailer Park Boys, era la prima volta che Robb, John Paul e John Dunsworth lavoravano insieme. Nel film del 1999 Trailer Park Boys, il personaggio di Julian afferma alla telecamera che vorrebbe che la sua vita fosse documentata, dopo aver ricevuto la previsione di un sensitivo del telefono che sarebbe morto presto, sperando che il film avrebbe dissuaso gli altri a fare una vita come la sua.
Il film è stato presentato all'Atlantic Film Festival nel 1999 e ha attirato l'attenzione del produttore Barrie Dunn, che ha visto il potenziale per creare una serie TV. Clattenburg e Dunn, insieme a Wells e Tremblay, hanno lavorato su una proposta per una stagione di 13 episodi dello show e hanno viaggiato a Toronto per presentare lo spettacolo a The Comedy Network. Dopo essere stati rifiutati, decidono di presentare lo spettacolo a Showcase prima di tornare a casa, in Nuova Scozia.
La rete accetta di produrre una prima stagione, con l'obbligo però di assumere un secondo produttore con esperienza (ruolo poi ricoperto da Michael Volpe). I primi sei episodi di 30 minuti vengono quindi scritti e filmati. Sono state apportate alcune modifiche ai personaggi e alla trama della serie, e la serie viene fatta diventare più comica rispetto al film.
Il più grande cambiamento da film a serie è stato l'aggiunta del personaggio di "Bubbles", interpretato da Mike Smith, originariamente sviluppato per il cortometraggio precedente The Cart Boy, un film su cui Smith, Wells, Tremblay e Clattenburg hanno lavorato insieme nel 1995. Il personaggio di Smith crebbe presto di importanza nella serie, fino a diventarne uno dei protagonisti. Trailer Park Boys è stata pubblicata da Showcase per le sue prime sette stagioni. A partire dall'ottava stagione, la serie viene rilasciata attraverso Netflix.
Le prime stagioni sono state girate in vari campi caravan in giro per la Nuova Scozia, ma la crew è stata spesso soggetto di reclami da parte dei residenti. Per le stagioni successive viene costruito a Dartmouth un set con varie roulotte, per dare allo staff più libertà. Quando la serie torna dal lungo periodo di pausa, a partire dalla Stagione 8, viene girata a Bible Hill Estates Trailer Park, a Truro, in Nuova Scozia, che da quel momento diventa il set fisso per ogni episodio. Dopo la dodicesima stagione, cessano le riprese a Bible Hill e vengono rimossi tutti gli oggetti di scena.

## Trama
Gli episodi ruotano attorno ai residenti del Sunnyvale Trailer Park Ricky, Julian e Bubbles, che cercano di fare soldi attraverso piccoli reati evitando la polizia. I loro piani vengono complicati dal vendicativo supervisore alcolizzato Jim Lahey e del suo assistente e amante, Randy. L'incompetenza di Ricky e Julian viene spesso eguagliata dall'incapacità professionale di Lahey.
Durante tutta la serie, Ricky e Julian (e Bubbles in misura minore) finiscono dentro e fuori dalla prigione, come conseguenza del fallimento dei loro piani. Le stagioni adottano una formula ciclica: ogni finale di stagione prevede il successo di un piano dei tre, mentre all'inizio della stagione successiva spiegano come tutto sia andato storto nel frattempo.

## Personaggi
- Julian è il capo del gruppo ed escogita i diversi piani criminali, viene sempre mostrato mentre tiene in mano un Cuba Libre.
- Ricky è il più stupido dei protagonisti, i suoi discorsi sono spesso intrisi di paronimie e vive in una fatiscente Chrysler New Yorker del 1975 (soprannominata "la shitmobile"), si mantiene coltivando marijuana e spesso mostra un aspetto sciatto.
- Bubbles indossa enormi occhiali che ingigantiscono i suoi occhi in modo esagerato, guida un go-kart e vive in un capannone con molti gatti, è il meno propenso ad affrontare le ripercussioni legali a cui vanno spesso incontro.
- Jim Lahey, supervisore alcolizzato ed ex poliziotto, di solito tenta di far fallire i piani dei ragazzi, e quasi sempre cita il termine "merda" nelle sue metafore.
- Randy è l'assistente e amante di Lahey; non indossa mai una maglietta a meno che non sia obbligato ed è spesso preso in giro per la sua grossa pancia e per la dipendenza dai cheeseburger.

Ci sono anche diversi personaggi minori. Il padre di Ricky, Ray, è in sedie a rotelle, è un ex camionista e autoproclamato calvinista, che sta segretamente frodando lo stato mentendo sulla sua disabilità, inoltre è alcolizzato e ludopatico. Barbara è la proprietaria del campo caravan e la ex-moglie di Lahey. Cory e Trevor sono i migliori amici che assistono e idolatrano Ricky e Julian, spesso inconsapevoli che serviranno da capri espiatori quando i loro piani andranno inevitabilmente male; Jacob in seguito sostituisce Trevor dopo la sua scomparsa da Sunnyvale. Lucy è la madre della figlia di Ricky, Trinity, mentre Sarah è un'amica di Lucy che si trasferisce con lei durante la prima prigionia di Ricky. J-Roc è un aspirante rapper bianco che crede genuinamente di essere nero; viene raramente visto senza il suo amico Tyrone, che invece è realmente di colore.

### Partenze

#### Cory e Trevor
Oltre a interpretare il ruolo di Trevor, Michael Jackson è stato anche assistente alla produzione dietro le quinte per le stagioni 2-6. Durante questo periodo, Jackson e molti altri attori dello show sono stati pagati poco più del salario minimo, nonostante il crescente successo dello show. La tensione è cresciuta tra i produttori (Barrie Dunn e Mike Volpe) e Jackson a causa delle condizioni di lavoro e dei disaccordi creativi. Jackson ha annunciato che avrebbe lasciato lo show dopo la sesta stagione. Sebbene Jackson avesse ancora una stagione da finire per rispettare il suo contratto, nessuna azione legale fu intrapresa contro di lui.
I produttori e gli scrittori non hanno affrontato direttamente il problema di Cory e Trevor che lasciavano lo spettacolo alla fine della stagione 6, anche se sapevano della loro imminente partenza da qualche tempo in anticipo. La loro partenza da Sunnyvale è stata affrontata nella stagione 7 e i loro nomi sono stati parte della trama continua. Cory Bowles è tornato per la stagione 8 come parte del riavvio di Netflix dello show e da allora è apparso in ogni stagione successiva, con il personaggio di Jacob Collins Jacob Rolfe che ricopre il ruolo di Jackson come aiutante di Cory, mentre Jackson ha rifiutato di tornare allo show. Nella stagione otto, Cory ha spiegato che lui e Trevor stavano esplorando il mondo, ma si sono separati su un treno della metropolitana di New York City. Nella stagione 10, Bowles è accreditato come regista in alcuni episodi.

#### Ray
Barrie Dunn, che interpretava il padre di Ricky, Ray LaFleur, è stato coinvolto per l'ultima volta nel franchise nel film del 2014 Don't Legalize It, che è servito come addio al personaggio, poiché Dunn ha voluto concentrarsi a tempo pieno nella sua carriera legale.

#### Philadelphia "Phil" Collins
Richard Collins, che ha interpretato il padre di Jacob Collins, Philadelphia "Phil" Collins, nelle stagioni 4–7, è morto di infarto il 15 aprile 2013, durante le riprese di Don't Legalize It, che è stata la sua ultima apparizione in franchising.

#### Lucy
Il 2 aprile 2016, Lucy DeCoutere ha annunciato che si sarebbe dimessa dallo show dopo che il co-protagonista Mike Smith è stato arrestato per presunta aggressione a una donna (tutte le accuse sono state ritirate entro un mese a causa della mancanza di prove). Più tardi quel giorno, la pubblicitaria Sheila Roberts dichiarò che DeCoutere aveva informato i produttori dello show poche settimane prima dell'arresto di Smith che non sarebbe tornata per la prossima stagione.

#### J-Roc
Il 20 aprile 2016, Jonathan Torrens ha annunciato di aver lasciato anche lo spettacolo, twittando: "Interpretare J-Roc è stato davvero uno dei più grandi piaceri e privilegi della mia vita. Ma è tempo di andare avanti". In risposta alle reazioni dei fan, ha twittato "Sono veramente commosso da tutti gli auguri e le parole gentili dei fan, la cui lealtà sarà sempre il punto di forza della serie". L'ultima apparizione di Torrens nei panni di J-Roc con il resto del cast è stata nell'episodio 33 di "Trailer Park Boys Podcast", pubblicato il 18 marzo 2016.

#### Jim Lahey
Il 16 ottobre 2017, l'attore John Dunsworth, che interpretava Jim Lahey, è morto dopo una breve malattia. Le riprese della dodicesima stagione erano iniziate a giugno 2017 e si sono concluse ad agosto, segnando la sua apparizione finale nello show. L'episodio finale della stagione 12 presenta un omaggio a Dunsworth.

## Stile
La serie è girata in stile mockumentary, i personaggi spesso parlano direttamente alla troupe cinematografica, che spesso viene coinvolta nella trama (in un episodio un cameraman viene colpito da un proiettile ad una gamba). Le scene sono spesso improvvisate partendo da degli spunti presi dal copione. Questi aspetti hanno lo scopo di evocare un senso di realismo. Il trio ha affermato che molti dei momenti più popolari dello show non erano scritti nella sceneggiatura.
Per dare un maggiore senso di realismo alla serie, molti degli attori (in particolare Robb Wells, John Paul Tremblay, Mike Smith, John Dunsworth e Patrick Roach) fanno spesso apparizioni pubbliche interpretando i loro personaggi.

## Film

### Trailer Park Boys: The Movie
Il secondo film di Trailer Park Boys prodotto (il primo è la produzione originale in bianco e nero che ha dato il via alla serie), Trailer Park Boys: The Movie (noto anche come The Big Dirty ) è stato rilasciato il 6 ottobre 2006 e distribuito da Alleanza Atlantide. Ivan Reitman ha prodotto il film, Mike Clattenburg lo ha diretto e Clattenburg e Robb Wells lo hanno scritto. È stato candidato per un Genie Award per il miglior film, ma non ha vinto. Questo e il secondo film hanno anche spianato la strada alla sua popolarità negli Stati Uniti.

### Conto alla rovescia per Liquor Day
Il secondo lungometraggio del franchise, Trailer Park Boys: Countdown to Liquor Day, è stato rilasciato in Canada il 25 settembre 2009. Il film serve come sequel dell'ultimo episodio televisivo "Say Goodnight to the Bad Guys".

### Don't Legalize It
Nel maggio 2012, Mike Clattenburg ha annunciato sulla sua pagina Twitter che era in fase di sviluppo un terzo e ultimo film della serie Trailer Park Boys . Le riprese per la terza e ultima puntata dovevano iniziare a ottobre 2012, ma sono state rimandate a marzo 2013, iniziando il 17 marzo 2013. Il 20 aprile 2013, la produzione si è trasferita a Ottawa, Ontario, Canada, dove le riprese sono avvenute a Parliament Hill durante il weekend del 4/20. Entertainment One ha annunciato che il terzo e ultimo film, intitolato Trailer Park Boys 3: Don't Legalize It, uscirà in Canada il 18 aprile 2014. Il film riprende poco dopo il termine della stagione 7 dello show televisivo, e ruota attorno alle preoccupazioni di Ricky secondo cui se il governo canadese avesse legalizzato e controllato la vendita di marijuana, avrebbe messo fine alla sua attività.